# پتروفکا (شهرستان زیلایرسکی، باشقیرستان)
پتروفکا (انگلیسی: Petrovka, Zilairsky District, Republic of Bashkortostan) یک شهرک در شهرستان زیلایرسکی استان باشقیرستان کشور روسیه است.